# Fakkelbrigade
De Fakkelbrigade, afgekort FB, is een Nederlandse hiphopformatie uit Zwolle. Aan het begin van de 21e eeuw werd de vriendengroep gevormd rondom de rapgroep Opgezwolle. In 2009 bracht de Fakkelbrigade het album Colucci Era uit. De groep bestond toen uit de rappers Sticky Steez, Phreako Rico, Typhoon, James en de producer A.R.T.. 

## Biografie
De Fakkelbrigade begon als vriendengroep in de stad Zwolle en ontstond aan het begin van de 21e eeuw. Onder andere de leden van Opgezwolle en de rapper Typhoon waren onderdeel van de vriendengroep. Zo noemde Opgezwolle-rapper Sticky Steez de Fakkelbrigade meerdere malen in zijn nummers, onder andere in de nummers Voor die Peeps, Zwolle (beide van Spuugdingen op de mic, 2001), Sporen, Tjappies & Mammies (beide van Vloeistof, 2003) en Gisteren/Vandaag (Fakkelteit, 2007). Phreako Rico noemt de brigade onder andere op de nummers Ogen Open en Tunnelvisie (beide van Eigen Wereld, 2006).

### Colucci Era
In 2009 besloten Sticks, Phreako Rico, Typhoon, James en producer A.R.T. de handen ineen te slaan en een album te maken. In januari brachten ze het nummer Schouders Ophalen uit met een bijbehorende videoclip. Vervolgens werd bekend dat hun album, Colucci Era, op 22 mei zou uitkomen. Begin mei brachten ze eerst de single Colucci uit, waar ook een videoclip bij werd geschoten.
Onder de naam Fakkelbrigade werd het album Colucci Era uitgegeven op het nederhoplabel Top Notch. De Fakkelbrigade wordt ook wel gezien als de opvolger van de rapformatie Opgezwolle.
Naast het album kwam er ook een bonusschijf genaamd Ingeschakeld: Prelude van een Era uit, met nummers die het album niet wisten te halen. De brigade ging dat jaar op een landelijke tour. Op 4 juli 2009 traden ze op bij de TMF Awards, 22 augustus 2009 stonden ze op Lowlands en 5 september 2009 waren ze te zien op het Zoetermeerse Rokkesteen. Eind 2009 verscheen vervolgens een videoclip bij de tweede single Levensgroot. De laatste videoclip verscheen in januari 2010; er werd een clip geschoten voor het nummer Groen Gras.
Bij de State Awards 2009 werd de groep genomineerd in de categorieën Beste Groep en Beste Album. Ook 3voor12 zette het album Colucci Era in hun lijst van beste Nederlandse albums van 2009. Daarnaast werd hun 101 Barz-sessie genomineerd voor de beste van het jaar.

## Prijzen en nominaties
| Jaar | Award             | Categorie      | Muziek      | R   |
| ---- | ----------------- | -------------- | ----------- | --- |
| 2009 | State Awards 2009 | Beste Groep    |             | Nom |
| 2009 | State Awards 2009 | Beste Album    | Colucci Era | Nom |
| 2009 | State Awards 2009 | 101 Barz Award |             | Nom |
| 2009 | 3VOOR12 Award     | Beste Album    | Colucci Era | Nom |
| 2010 | State Awards 2010 | Beste Groep    |             | Nom |

Lijsten
- 2009 - 3voor12 - Song van het Jaar: #55 Levensgroot

## Discografie

### Albums
Studioalbums
- Colucci Era (2009)
  - Ingeschakeld: Prelude van een Era (bonusschijf) (2009)

Hitnotering
| Album met eventuele hitnotering(en) in de Nederlandse Album Top 100 | Datum van verschijnen | Datum van binnenkomst | Hoogste positie | Aantal weken | Opmerkingen |
| ------------------------------------------------------------------- | --------------------- | --------------------- | --------------- | ------------ | ----------- |
| Colucci Era                                                         | 22-05-2009            | 30-05-2009            | 7               | 12           |             |

### Nummers
Videoclips
- Schouders Ophalen (2009)
- Colucci (2009)
- Levensgroot (2009)
- Groen Gras (2010)

Gastoptredens
| Jaar | Titel                                          | Album                                        |
| ---- | ---------------------------------------------- | -------------------------------------------- |
| 2009 | Chocolade (met New Cool Collective & Giovanca) | Typhoon & New Cool Collective - Chocolade EP |

Verzamelalbums
| Jaar | Titel                                          | Album                                 |
| ---- | ---------------------------------------------- | ------------------------------------- |
| 2010 | Colucci Era                                    | Fakkelteitgroep vol. 1                |
| 2010 | Hitte (remix)                                  | Fakkelteitgroep vol. 1                |
| 2010 | Groen Gras                                     | Fakkelteitgroep vol. 1                |
| 2010 | Op Pijl (remix) (met Zo Moeilijk)              | Fakkelteitgroep vol. 1                |
| 2010 | Niks Anders (met Zo Moeilijk)                  | Fakkelteitgroep vol. 2                |
| 2010 | Chocolade (met New Cool Collective & Giovanca) | Top Notch Extravaganza Mixtape vol. 6 |
| 2012 | Duck Tape                                      | Fakkelteitgroep vol. 4                |